# ستيفن زوكر
ستيفن زوكر (بالإنجليزية: Steven Zucker)‏ هو رياضياتي أمريكي، ولد في 1949.

## وصلات خارجية
- الموقع الرسمي